# Ntabo Ntaberi Sheka
Ntabo Ntaberi Sheka (n. Walikale, República Democrática del Congo. 4 de abril de 1976) es un militar congoleño, comandante del grupo rebelde Mai Mai Sheka. Es considerado por la Organización de las Naciones Unidas como el responsable de la violación masiva de más de 387 personas cometida en la zona de Walikale en Kivu del norte, parte de la República democrática del Congo y llevada a cabo del 30 de julio al 3 de agosto de 2010.
Sheka consigue la mayor parte del financiamiento de su guerrilla a través de las minas de coltan, casiterita y wolframita de la región de Walikale. De acuerdo a un informe de la ONU, su guerrilla acostumbra extorsionar a los mineros de la zona, principalmente por alimento y dinero.
Sheka se presentó a las elecciones parlamentarias del Congo del 28 de noviembre de 2011, acto que fue denunciado por la organización Human Rights Watch, la cual pidió al gobierno del Congo el arresto de Sheka por sus crímenes contra la humanidad antes de que se realizaran las elecciones, pues de resultar ganador él obtendría inmunidad por ser miembro del parlamento. Sheka no resultó ganador de los comicios.